# Hana Basic
Hana Basic, född 22 januari 1996, är en australisk friidrottare. Hon deltog vid olympiska sommarspelen 2020.